# Херман Нојбахер
Херман Нојбахер (Велс, 24. јун 1893 — Беч, 1. јул 1960) био је аустријски нациста, привредник, шеф грађевинске фирме, стручњак за привредна питања земаља источне и југоисточне Европе, политичар, градоначелник Беча и заговорник Аншлуса. Сарађивао је са нацистима од 1933. а у мају 1938. је званично постао члан Националсоцијалистичке партије. Нојбахер је на Балкану уопште, а у Србији посебно, радио на јачању и обједињавању оних снага које су радиле у интересу нацистичке Немачке.
Нојбахер је као ,,летећи дипломата" провео од 1940. до 1945. на Балкану - Букурешт, Софија, Тирана, Подгорица, Београд, а потом у београдском затвору до 1952. године.
Као високи чиновник Министарства иностраних послова Трећег рајха био је у непосредним контактима са министром Рибентропом, па и самим Хитлером. Нојбахер је у Румунији успешно решио снабдевање Трећег рајха нафтом ("оружје за нафту"), у Бугарској опскрбљивање намирницама немачких трупа, у Грчкој је средио привредне невоље и одржао немачки ратни фронт, у Албанији формирао немачки фронт после капитулације Италије. У центру његове пажње био је Балкан као целина у светској политици Трећег рајха и Србија, односно Срби као први народ на Балкану.
Нојбахер је спасао многе српске животе у Недићевој Србији и покушао да од Србије и Црне Горе (и делова БиХ) створи нову српску државу. Хитлер је његов предлог одбио.

## Нојбахерова мисија у Србији
Порази на Источном фронту, капитулација Италије и појачана партизанска активност натерали су Немце да потраже нове савезнике међу четницима на антикомунистичкој основи. Немци су некако морали да се споразумеју са четницима и да појачају њихову ефикасност за борбу против партизана, као и да убеде српски народ да подржи нову политику, пре свега ублажавањем политике масовних репресалија. Због тога је у октобру 1943. у Београд послат Херман Нојбахер.
Нојбахер је имао овлашћење да прошири надлежност владе Милана Недића. Нојбахер је 1943. осмислио план да се побољша немачка окупација балканских држава и преложио је пет главних идеја Јоахиму фон Рибентропу. То су били: 1) припајање Црне Горе Недићевој Србији, 2) постављање Милана Недића за председника такве Србије, 3) аутономију Црне Горе, 4) поновно отварање Универзитета у Београду затвореног после окупације и окончање немачког надзора над културним животом и 5) смањење немачког војног присуства и оснивања жандармерије коју би контролисала нова влада. Међутим, како се Хитлер упорно противио Нојбахеровим предлозима, Недић је остао без моћи као и пре. На крају је само четврта тачка одобрена, мада је Нојбахер имао успеха у ублажавању немачких репресија над српским цивилним становништвом и борби над усташким злочинима над Србима. Нојбахер је ипак успео да дође до извесног степена колаборације четника и Немаца и убрзо након његовог доласка, закључен је низ споразума о примирју између неколико истакнутих четничких команданата и немачких снага. Упркос широким овлашћењима које је добио од Хитлера приликом свог именовања, Нојбахер је имао мало утицаја око закључивања и спровођења појединачних споразума о примирју. Практично није имао никаквог утицаја на формирање немачке економске политике ни у Србији, јер је Франц Нојхаузен, Герингов економски опуномоћеник за Србију , био је превише моћан и успешан у вођењу српске привреде на велику немачку корист да би дозволио нечије уплитање у свој рад. Касније ће Нојхаузенова овлашћења бити чак проширене приликом реорганизације окупационе администрације, кад је он постао шеф и војне администрације.
Нојбахер је сматрао немачке репресије над српским цивилним становништвом контрапродуктивним за немачке ратне циљеве. Због тога је дошао у сукоб са вишим СС и полицијским вођом за Србију Аугустом Мајснером, који је сматрао да се само оштрим мерама може осигурати мир у Србији. Нојбахер и немачка војска су априла 1944. успели да издејствују Мајснеров опозив са дужности.

## Мемоари Хермана Нојбахера
Читаоцима оставља само оно што је чврсто решио да им каже, за повест Срба у Другом светском рату то представља изузетно драгоцено сећање. Преузевши на себе терет одговорности "за велико зло", нагласио је у предговору: "Никога не мрзим. Живот увек почиње ујутро."
Ниједан народ на Балкану није фаворизовао, никога није штедео и о свакоме је рекао оно што мисли, или, ако није хтео, уздржавао се од коментара: "Настојим да пружим читаоцима слику, утисак о балканском свету, који има много лица, који може да буде и срдачан и ужасно окрутан." Три су општа балканска проблема којима се позабавио: крвна освета, гостопримство и корупција. Средиште Нојбахеровог казивања чини први проблем. Нојбахер каже за Загреб да му је мајка Беч, тетка Будимпешта, а сестре Грац и Љубљана. Хабзбурзи су створили "организационо мајсторско дело" Војну крајину и тако западни део Југославије претворили у свој латински, док је Србија, односно источни део Југославије остао у византијском кругу. Супериорну државотворну снагу испољио је понајвише српски народ, који је упоређивао са осветољубивим Хрватима, неуништивим Албанцима, меканим Румунима и превртљивим Бугарима.
У његовим мемоарима постоји поглавље "Репресалије" само у одељку о Србима. Код других балканских народа нема ничег сличног. Нека Нојбахерова запажања записана у његовим мемоарима су:
1. "Срби су постали дивљач за одстрел, свако је могао да их некажњено прогони и убија".
2. "Након што се Југославија распала, уследио је хрватски осветнички поход уништавања православних Срба. Овај догађај спада у најужаснија масовна убиства током целе светске историје"
3. "Рецепт за православне, који је примио усташки вођа и поглавник, председник Независне Државе Хрватске, Анте Павелић, подсећа на најкрвавије религиозне ратове: 'Једна трећина мора да постане католичка, једна трећина мора да напусти земљу, а једна трећина мора да умре. Последња тачка програма била је и спроведена у дело. Када усташке вође причају о томе да су заклали милион православних Срба - укључујући бебе, децу, жене и старце то је онда, по мени, претеривање и самохвалисање. На основу извештаја који су стигли до мене, процењујем да број невиних, ненаоружаних, закланих Срба износи око 750.000.
4. Када сам, по ко зна који пут, у Главном штабу ставио на дневни ред извештаје о истински ужасним стварима које се одвијају у Хрватској, Хитлер ми је овако одговорио: "И ја сам поглавнику казао да није могуће само тако искоренити ту мањину, јер је она, једноставно, превелика. - Да, када би човек тачно знао где је граница уништавања једног народа"!
5. "У правцу Србије кретала се непрегледна колона српских избеглица, који су бежали из НДХ".
6. "Најјаче ткиво, најснажнији народ на окупираном Балкану је српски, а он је најгоре прошао".
7. "Хитлер је припадао оној врсти Аустријанаца која полако изумире, а која од године 1914. има антисрпски комплекс и то због убиства престолонаследника у Сарајеву и пораза у Првом светском рату".

Веровао је да титула "Пруси Балкана" не припада Бугарима већ Србима, додавши: "За ову титулу, међутим, тренутно се нико не такмичи" (1953). Срби нису спремни на компромисе без којих је живот немогућ, па је из тога Нојбахер извукао закључак да Срби нису у "довољној мери политички обдарен народ", будући да је правда морална а интерес државна категорија.